# Empannage chinois
Pour un bateau à quille, un empannage chinois survient lorsqu’il se rapproche du vent jusqu’à ce que le tangon du spi touche l'eau. Ceci provoque un empannage brutal de la bôme et de la grand-voile, qui traversent le bateau et trempent dans l'eau. L'empannage chinois entraîne souvent la destruction du tangon et parfois même le démâtage du bateau. La rapidité du passage de la bôme, ainsi que la chute d’objets entraînés par le changement de pente soudain peuvent provoquer des blessures graves à l'équipage[réf. à confirmer].
L'empannage chinois est plutôt commun chez les dériveurs lorsqu'ils naviguent au portant. Il entraîne alors souvent le chavirage du bateau, qui peut se retourner complètement si le skipper ne prend pas de mesures rapides pour empêcher cela.

## Description
Au cours d’un empannage chinois, le bateau se balance d’abord de part et d'autre, devenant progressivement de plus en plus instable jusqu'à chavirer, ou se redresser si le skipper réagit bien. Avec le vent en pleine poupe, la force exercée par la voile est presque parallèle à l’axe du bateau. Il n’y a alors que peu de force pour faire gîter le bateau vers son côté sous le vent, contrairement à la plupart des autres allures. Si la bôme n’est pas au centre du bateau, où que la voile est mal découpée, le navire peut pencher vers son côté au vent. Un coup de vent qui gonfle alors la voile du mauvais côté par rapport à l’amure peut alors accentuer la gîte rapidement, entraînant l’empannage.
La plupart des marins relèvent leurs dérives en course pour réduire leur traînée et aller plus vite car le bateau offre alors moins de résistance au roulis. Cela peut cependant se retourner contre eux et augmenter son inclinaison en cas d’empennage chinois.
Les bateaux IOR (International Offshore Racing) des années 1970 et 1980 étaient réputés pour faire des empannages chinois régulièrement. Leurs grand-voiles particulièrement petites les déséquilibraient en effet au portant. De nombreux bateaux installent des brigantines du côté sous le vent du bateau, éloignées de son centre, dans le but de mieux l’équilibrer. Plus la vitesse du vent est élevée, et plus il faut ajouter de voilure.

## Bateaux victimes d’empannages chinois
Les dériveurs de course à haute performance sont le plus soumis à des cas d’empannages chinois.
On compte parmi ceux-ci les modèles de skiff, tels que le Musto Skiff, le 29er, le 49er ou le 14 pieds International. Sur ce type de bateaux, les marins préfèrent généralement naviguer au grand largue plutôt qu'en plein vent arrière car le bateau est alors plus stable et plus rapide. Plus leur vitesse augmente, et plus leur vent apparent tourne, ce qui leur permet de gagner de la vitesse en se rapprochant du vent. C’est là qu'ils peuvent faire face à un empannage chinois.
Les dériveurs de course plus traditionnels tels que le Laser et le Laser Radial peuvent également subir des empannages chinois. Les solitaires sans haubans au portant naviguent de fait plus rapidement lorsqu'ils sont sous le vent, légèrement écartés du plein vent arrière, où au-delà du vent arrière, où la stabilité s'améliore et les empannages chinois ont moins de chance d’arriver.